# Lojasta štrlinka
Lojasta štrlinka (znanstveno ime Sebacina incrustans) je gliva iz rodu štrlink (Sebacina).

## Značilnosti
Je neenakomerno grmičasto razraščena s številnimi štrlečimi izrastki voskaste sestave. Razraste se široko po tleh in visoko po rastlinah ter njihovih ostankih v belih do sivkasto rjavih plasteh, debelih 1 mm. Včasih ima rožnat odtenek.
Trosovnica je na površini številnih štrlečih izrastkov trosnjaka.

## Razširjenost in življenjski prostor
Uspeva pozno poleti in jeseni. Raste na zemlji, rastlinskih ostankih in živih rastlinah in mahovih, ki jih uporabi za oporo tako, da jih ovije in preraste.
Ker jo je zelo težko umetno gojiti v kulturi, se domneva, da lahko obstaja samo v sožiteljstvu z rastlinami, s katerimi tvori ektomikorizo.

## Mikroskopske značilnosti
Trosni prah je rumenkast. Trosi so gladki, široko ovalni in merijo 14−18 × 9−10 µm.

## Podobne vrste
- steklasta mehkocevka (Physisporinus vitreus) se podobno razrašča po podlagi, a ima na površini pore.
- čopičasta roža (Thelephora penicillata) lahko izgleda podobno kot štrlinka, ki se je razrasla po mahu.

## Uporabnost
Neužitna.

## Galerija slik
- Ilustracija
- Lojasta štrlinka objema mah, listje in vejice